# Canonflex
Canonflex — малоформатный однообъективный зеркальный фотоаппарат, запущенный в производство в Японии в мае 1959 года и ставший первой зеркальной камерой компании Canon. На этой модели, положившей начало целому семейству с тем же названием, впервые использован байонет Canon R с накидной гайкой, впоследствии трансформированный в байонет Canon FL и далее в Canon FD. 

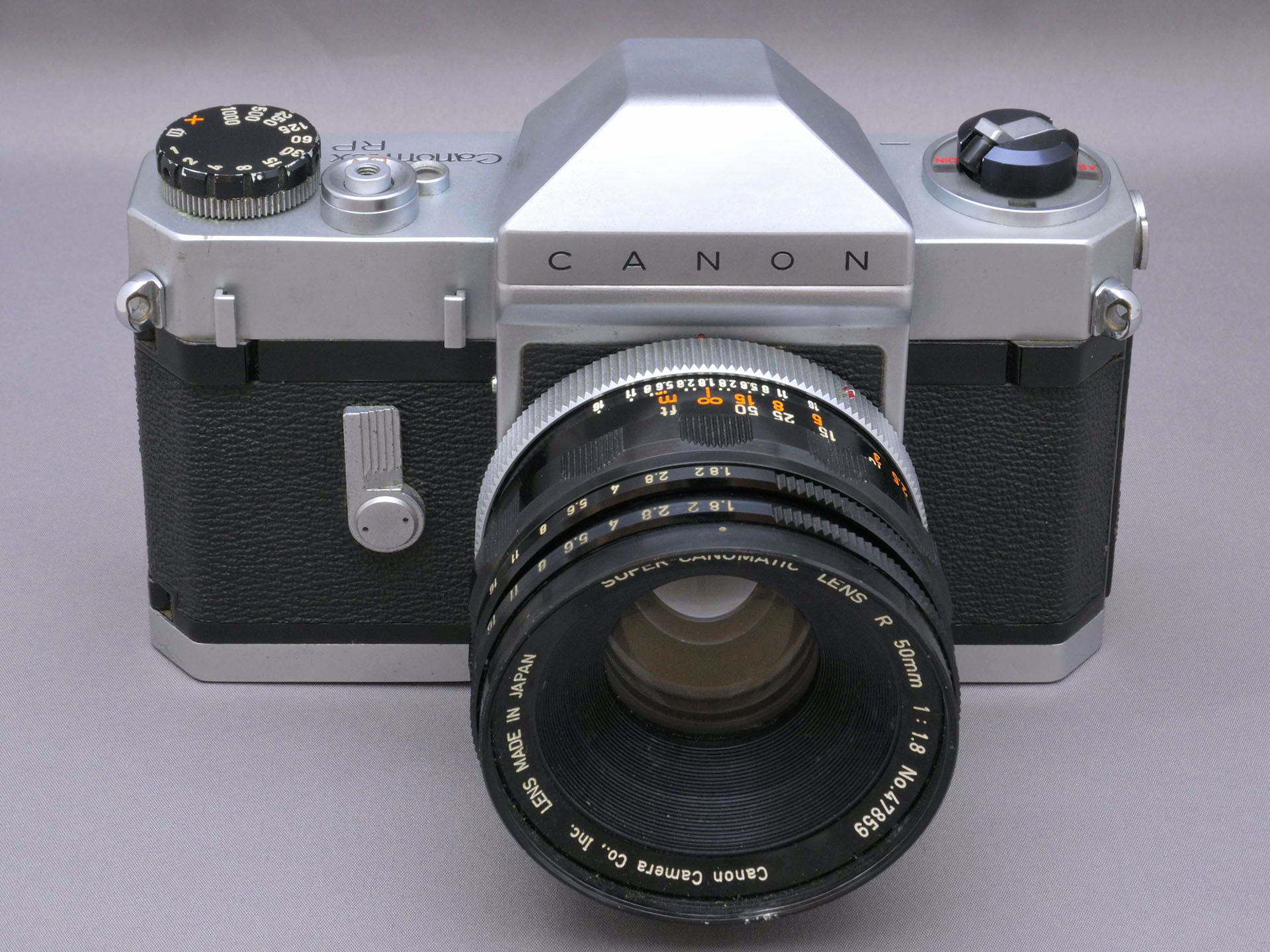
Фотоаппарат Canonflex RP

Создание фотоаппарата стало попыткой компании выйти на рынок зеркальных фотоаппаратов, считавшийся перспективным, и практически совпало по времени с выходом Nikon F, ставшего «золотым стандартом» в мировой фотожурналистике. Производство Canonflex продолжалось всего пять месяцев, и общий тираж составил около 17 тысяч экземпляров.

## Технические особенности
Одно из самых оригинальных технических решений, использованных в камере Canonflex, представляет собой рычаг взвода затвора и перемотки плёнки, расположенный на нижней крышке. Такой рычаг позволял очень быстро взводить камеру и делать до 3 снимков в секунду, но оказывался неудобным при установке на штатив. Фокальный затвор с горизонтальным движением матерчатых шторок отрабатывал выдержки в диапазоне от 1/1000 до 1 секунды. Пентапризма имела съёмную конструкцию и могла заменяться на шахту или вертикальную лупу. Возможности замены фокусировочного экрана и предварительного подъёма зеркала отсутствовали, как и доступность приставного моторного привода.
Однако, самым большим недостатком было отсутствие в линейке сменной оптики широкоугольных объективов короче 35 мм. Это обусловлено с одной стороны относительной новизной ретрофокусных объективов с удлинённым задним отрезком, а с другой — невозможностью применения короткофокусной оптики, требующей подъёма зеркала, как это было доступно в зеркальных камерах Nikon. Из всей линейки только два объектива оснащались полноценной «прыгающей» диафрагмой: штатный Super Canomatic R 50 mm f/1,8 и «портретный» 100 mm f/2,8. Остальные объективы снабжены диафрагмой, которую надо закрывать до рабочего значения вручную. Фотоаппарат не оснащался встроенным экспонометром, но мог работать с приставным, основанным на селеновом фотоэлементе и сопрягавшемся с диском выдержек, не вращающимся при срабатывании затвора.

## Другие модели серии
Следующей моделью, сменившей на конвейере первый Canonflex. стал Canonflex R2000, отличающийся только наличием дополнительной выдержки 1/2000 секунды, рекордной для 1960 года. Эта камера считается самой редкой из семейства: выпущено всего 8800 экземпляров. В этом же году на смену ей пришёл Canonflex RP с несъёмной пентапризмой. В 1962 году начат выпуск самой массовой модели Canonflex RM с встроенным селеновым экспонометром и курком взвода традиционной конструкции. Выпуск этого аппарата составил 72 тысячи штук. В 1964 году на смену линейке Canonflex пришли фотоаппараты с новым байонетом и другим дизайном, первым из которых стал Canon FX.